# Ouidah
Ouidah er en by i det sydlige Benin, beliggende på Atlanterhavskysten vest for hovedstaden Porto-Novo. Byen har 162.034 (2013) indbyggere og har en historie, der går tilbage til 1600-tallet, hvor portugiserne koloniserede området. Byen var tidligere udgangspunkt for en omfattende slavehandel.